# 魯德尼亞-巴扎爾西卡
51°4′19″N 29°16′35″E / 51.07194°N 29.27639°E
魯德尼亞-巴扎爾西卡（烏克蘭語：Рудня-Базарська），是烏克蘭北部的村莊，隸屬日托米爾州的科羅斯滕區。該村始建於1619年，面積0.68平方公里，海拔高度144米，2001年人口74，人口密度每平方公里108.5人。